# Росаріо Суньїга
Марія Росаріо Суньїга Гарсія (ісп. María Rosario Zúñiga Garcia; 24 лютого 1964, Мехіко — 18 червня 2023, Гвадалахара) — мексиканська акторка театру, кіно та телебачення.

## Життєпис
Народилася 24 лютого 1964 року у Мехіко. Закінчила Школу театрального мистецтва Національного інституту витончених мистецтв та літератури (Inbal).
Багато працювала в театрі, граючи у поставках режисерів Хуліо Кастільйо, Луїса де Тавіри, Людвіка Маргулеса та Жоржа Лаводана. Однією з її перших кіноробіт стала невелика роль асистентки омбудсмена у воєнній драмі Олівера Стоуна «Сальвадор» (1986). Тоді ж почала зніматися у серіалах, співпрацюючи з телекомпаніями Televisa, Telemundo та TV Azteca.
2011 року озвучила роль матері головних героїв анімаційного фільму «Легенда про Йорону», заснованому на латиноамериканському фольклорі. Її останньою роботою стала одна з другорядних ролей у веб-серіалі «Триптих» (2023) виробництва Netflix.
Росаріо Суньїга померла 18 червня 2023 року у місті Гвадалахара в 59-річному віці.

## Фільмографія
| Рік       |    | Українська назва                 | Оригінальна назва                    | Роль                           |
| --------- | -- | -------------------------------- | ------------------------------------ | ------------------------------ |
| 1981      | ф  | Як ти цього бажаєш               | Cómo quieres que sea                 | Соня                           |
| 1986      | ф  | Сальвадор                        | Salvador                             | помічниця омбудсмена           |
| 1987      | с  | Єсенія                           | Yesenia                              | -                              |
| 1988      | с  | Квітка і кориця                  | Flor y canela                        | Хосефа                         |
| 1990—1991 | с  | Нічиє кохання                    | Amor de nadie                        | Марселіна                      |
| 1991      | ф  | Жорстоке небо і червона земля    | Un cielo cruel y una tierra colorada | -                              |
| 1992      | с  | Посмішка диявола                 | La sonrisa del diablo                | Конні                          |
| 1993      | ф  | Лоло                             | Lolo                                 | Піру                           |
| 1996      | ф  | Вороги                           | Los enemigos                         | -                              |
| 1996—1999 | с  | Історії для самотніх людей       | Cuentos para solitarios              | Ельвіра                        |
| 2000      | с  | Жіночі секрети                   | Lo que callamos las mujeres          | Кармен                         |
| 2000      | кф | Цінність дружби                  | El valor de la amistad               | -                              |
| 2001      | ф  | Ніхто тебе не чує: Аромат фіалок | Nadie te oye. Perfume de violetas    | префект                        |
| 2002      | с  | Щасливого Різдва, мамо           | Feliz navidad mamá                   | Оралія                         |
| 2003—2004 | с  | Поранена душа                    | El Alma Herida                       | Алісія                         |
| 2004      | ф  | Німе кохання                     | A Silent Love                        | перукарка                      |
| 2005      | кф | Купа                             | El montón                            | -                              |
| 2006—2007 | с  | Марина                           | Marina                               | Хулія                          |
| 2007      | тф | Небеса                           | Cielo                                | Сульма                         |
| 2008—2012 | с  | Кападокія                        | Capadocia                            | Рехіна                         |
| 2008      | с  | Клятва                           | El juramento                         | Ювентіна                       |
| 2009      | с  | У кожного свій святий            | Cada quien su santo                  | різні персонажі                |
| 2009      | с  | Покохай мене знову               | Vuelveme a querer                    | Летисія                        |
| 2009      | с  | Куплена жінка                    | Mujer comprada                       | -                              |
| 2009—2014 | с  | Екстремальні рішення             | Decisiones Extremas                  | -                              |
| 2010      | с  | Восьма заповідь                  | El Octavo Mandamiento                | Таня                           |
| 2010      | ф  | Ми те, що ми є                   | Somos lo que hay                     | повія                          |
| 2011      | мф | Легенда про Йорону               | La leyenda de la llorona             | Роса, мама Бето і Кіки (голос) |
| 2014      | с  | Хроніки каст                     | Crónica de Castas                    | мати Манліо                    |
| 2014      | тф | Тропічний кармін                 | Carmín Tropical                      | Даніела                        |
| 2015—2018 | с  | Сеньйора Асеро                   | Señora Acero                         | Роза Санчес                    |
| 2016      | с  | Кожен день                       | Un día cualquiera                    | Алісія                         |
| 2016      | ф  | Годі вже, Фріда                  | No manches Frida                     | тюремна вчителька              |
| 2016      | ф  | Твої феромони вбивають мене      | Tus Feromonas Me Matan               | -                              |
| 2017      | с  | Нічого особистого                | Nada Personal                        | Альба Дельгадо                 |
| 2018—2020 | с  | Тут, на Землі                    | Aquí en la Tierra                    | Марія Луїса Медіна             |
| 2018—2019 | с  | Гуардія-Гарсія                   | Guardia-García                       | Емілія Гарсія                  |
| 2020      | кф | Прожити все життя                | Vivir toda la vida                   | -                              |
| 2021—2022 | с  | Що кажуть люди                   | Lo que la gente cuenta               | сестра Софія                   |
| 2022      | с  | Життєві маршрути                 | Rutas de la vida                     | Делія                          |
| 2022      | с  | Кримінальна лотерея              | Lotería del crímen                   | Тереза Монрой                  |
| 2023      | с  | Триптих                          | Tríada                               | Беатріс Фонсека                |